# Alex Smithies
Alexander Smithies (Huddersfield, Inglaterra, Reino Unido, 5 de marzo de 1990) es un exfutbolista inglés. Jugaba de guardameta y su último club fue el Leicester City F. C. donde se retiró debido a constantes lesiones.

## Trayectoria

### Huddersfield Town

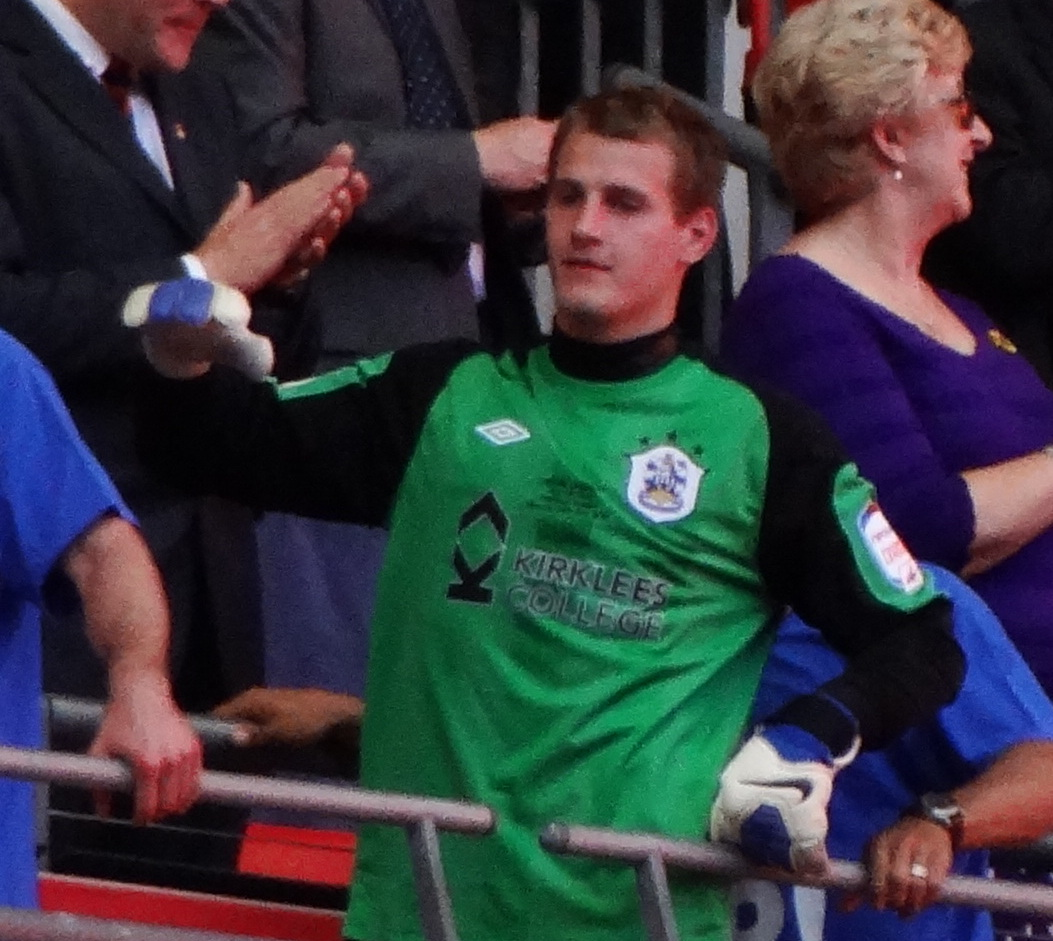
Smithies con el Huddersfield Town en la final de los play offs de la League One 2011-12.

Formado en la academia del Huddersfield Town, debutó en el primer equipo el 5 de diciembre de 2007 cuando entró al minuto 76 por la expulsión de Matt Glennon durante la derrota por 4-1 frente al Southend United en Roots Hall.
Durante la temporada 2009-10, fue el único del primer equipo en jugar todos los encuentros de liga y copa para el Huddersfield. Registró 48 partidos jugados, 17 de ellos con el arco en cero para los Terriers. Su contribución se reflejó cuando ganó el premio del club "Young Player of the Year".
Fue nombrado Jugador joven del mes de la Football League One en febrero de 2010 luego de tres arcos en cero en siete encuentros con el Huddresfield Town.

### Queens Park Rangers
El 20 de agosto de 2015 se unió al Queens Park Rangers firmando un contrato por tres años.
Inicialmente fue el arquero suplente de Rob Green en los Rangers, y por una cláusula en su contrato, Green no jugó desde enero de 2016 hasta el final de la temporada. Jugó 18 encuentros en la Championship.
Para la temporada 2016-17 Smithies fue el arquero titular del QPR. Jugó 46 encuentros y registros 7 arcos en cero. Ganó el premio de jugador de la temporada de los simpatizantes del Queens Park Rangers.

### Cardiff City
Firmó con el recién ascendido a la Premier League, Cardiff City, el 28 de junio de 2018, un contrato por cuatro años.
Dejó el club al término de la temporada 2021-22.

### Leicester City
El 12 de agosto de 2022 el Leicester City anunció su llegada, siendo el primer fichaje de la temporada y firmó un contrato por dos años.
En su primera temporada él figuraba como una tercera opción detrás de Ward e Iversen. Debido al bajo rendimiento de Ward, quien era criticado por la afición y con el club en la penúltima posición de la tabla, Smithies e Iversen pelearon en las sombras por la titularidad, sin embargo fue Iversen quien se ganó la oportunidad en el arco por decisión del entrenador Brendan Rodgers y continuaría hasta el final de la temporada con el respaldo del nuevo entrenador Dean Smith, manteniéndose Smithies como tercer arquero. 
En la temporada siguiente, con las llegadas de Stolarczyk y Hermansen sumado a sus lesiones recurrentes, no pudo afianzarse ni demostrar su desempeño en el club. Finalmente, fue relegado del plantel profesional hasta su retiro profesional del fútbol en enero. El club lanzó un comunicado anunciando su retiro alegando que se debió a "una serie de lesiones persistentes" que forzaron a Smithies a tomar la decisión. No jugó ningún encuentro con el club.

## Selección nacional
Jugó cuatro encuentros con la sub-16 de Inglaterra y diez con la sub-17 inglesa, incluida la Copa del mundo sub-17 de la FIFA 2007 en Corea del Sur. 
El 20 de noviembre de 2007 debutó con la sub-18 de Inglaterra, donde jugó 45 minutos en la victoria por 2-0 frente a la sub-18 de Ghana. El 10 de febrero de 2009 debutó con la sub-19 de Inglaterra contra su similar de España en el Dean Court de Bournemouth, fue victoria para España por 3-0.
El 24 de agosto de 2010, Smithies fue citado para los encuentros de la sub-21 de Inglaterra contra sus similares de Portugal y Lituania.

## Estadísticas
Actualizado al término de su carrera deportiva.
| Club                                  | Div.          | Temporada     | Liga  | Liga  | Copas nacionales | Copas nacionales | Total | Total |
| Club                                  | Div.          | Temporada     | Part. | Goles | Part.            | Goles            | Part. | Goles |
| ------------------------------------- | ------------- | ------------- | ----- | ----- | ---------------- | ---------------- | ----- | ----- |
| Huddersfield Town A. F. C. Inglaterra | 3.ª           | 2007-08       | 2     | 0     | 0                | 0                | 2     | 0     |
| Huddersfield Town A. F. C. Inglaterra | 3.ª           | 2008-09       | 27    | 0     | 1                | 0                | 28    | 0     |
| Huddersfield Town A. F. C. Inglaterra | 3.ª           | 2009-10       | 48    | 0     | 7                | 0                | 55    | 0     |
| Huddersfield Town A. F. C. Inglaterra | 3.ª           | 2010-11       | 22    | 0     | 5                | 0                | 27    | 0     |
| Huddersfield Town A. F. C. Inglaterra | 3.ª           | 2011-12       | 15    | 0     | 0                | 0                | 15    | 0     |
| Huddersfield Town A. F. C. Inglaterra | 2.ª           | 2012-13       | 46    | 0     | 4                | 0                | 50    | 0     |
| Huddersfield Town A. F. C. Inglaterra | 2.ª           | 2013-14       | 46    | 0     | 5                | 0                | 51    | 0     |
| Huddersfield Town A. F. C. Inglaterra | 2.ª           | 2014-15       | 44    | 0     | 1                | 0                | 45    | 0     |
| Huddersfield Town A. F. C. Inglaterra | 2.ª           | 2015-16       | 1     | 0     | 0                | 0                | 1     | 0     |
| Huddersfield Town A. F. C. Inglaterra | Total club    | Total club    | 251   | 0     | 23               | 0                | 274   | 0     |
| Queens Park Rangers F. C. Inglaterra  | 2.ª           | 2015-16       | 18    | 0     | 1                | 0                | 19    | 0     |
| Queens Park Rangers F. C. Inglaterra  | 2.ª           | 2016-17       | 46    | 0     | 0                | 0                | 46    | 0     |
| Queens Park Rangers F. C. Inglaterra  | 2.ª           | 2017-18       | 43    | 0     | 1                | 0                | 44    | 0     |
| Queens Park Rangers F. C. Inglaterra  | Total club    | Total club    | 107   | 0     | 2                | 0                | 109   | 0     |
| Cardiff City F. C. Gales              | 1.ª           | 2018-19       | 0     | 0     | 2                | 0                | 2     | 0     |
| Cardiff City F. C. Gales              | 2.ª           | 2019-20       | 32    | 0     | 3                | 0                | 35    | 0     |
| Cardiff City F. C. Gales              | 2.ª           | 2020-21       | 31    | 0     | 1                | 0                | 32    | 0     |
| Cardiff City F. C. Gales              | 2.ª           | 2021-22       | 29    | 0     | 2                | 0                | 31    | 0     |
| Cardiff City F. C. Gales              | Total club    | Total club    | 92    | 0     | 8                | 0                | 100   | 0     |
| Leicester City F. C. Inglaterra       | 1.ª           | 2022-23       | 0     | 0     | 0                | 0                | 0     | 0     |
| Leicester City F. C. Inglaterra       | 2.ª           | 2023-24       | 0     | 0     | 0                | 0                | 0     | 0     |
| Leicester City F. C. Inglaterra       | Total club    | Total club    | 0     | 0     | 0                | 0                | 0     | 0     |
| Total carrera                         | Total carrera | Total carrera | 450   | 0     | 33               | 0                | 483   | 0     |
| 1. 2.                                 |               |               |       |       |                  |                  |       |       |

## Palmarés

### Distinciones individuales
| Distinción                                         | Año          |
| -------------------------------------------------- | ------------ |
| Football League Young Player of the Month          | Febrero 2010 |
| Queens Park Rangers Supporters' Player of the Year | 2016-17      |
| Queens Park Rangers Players' Player of the Year    | 2016-17      |